# Heureka (Poe)

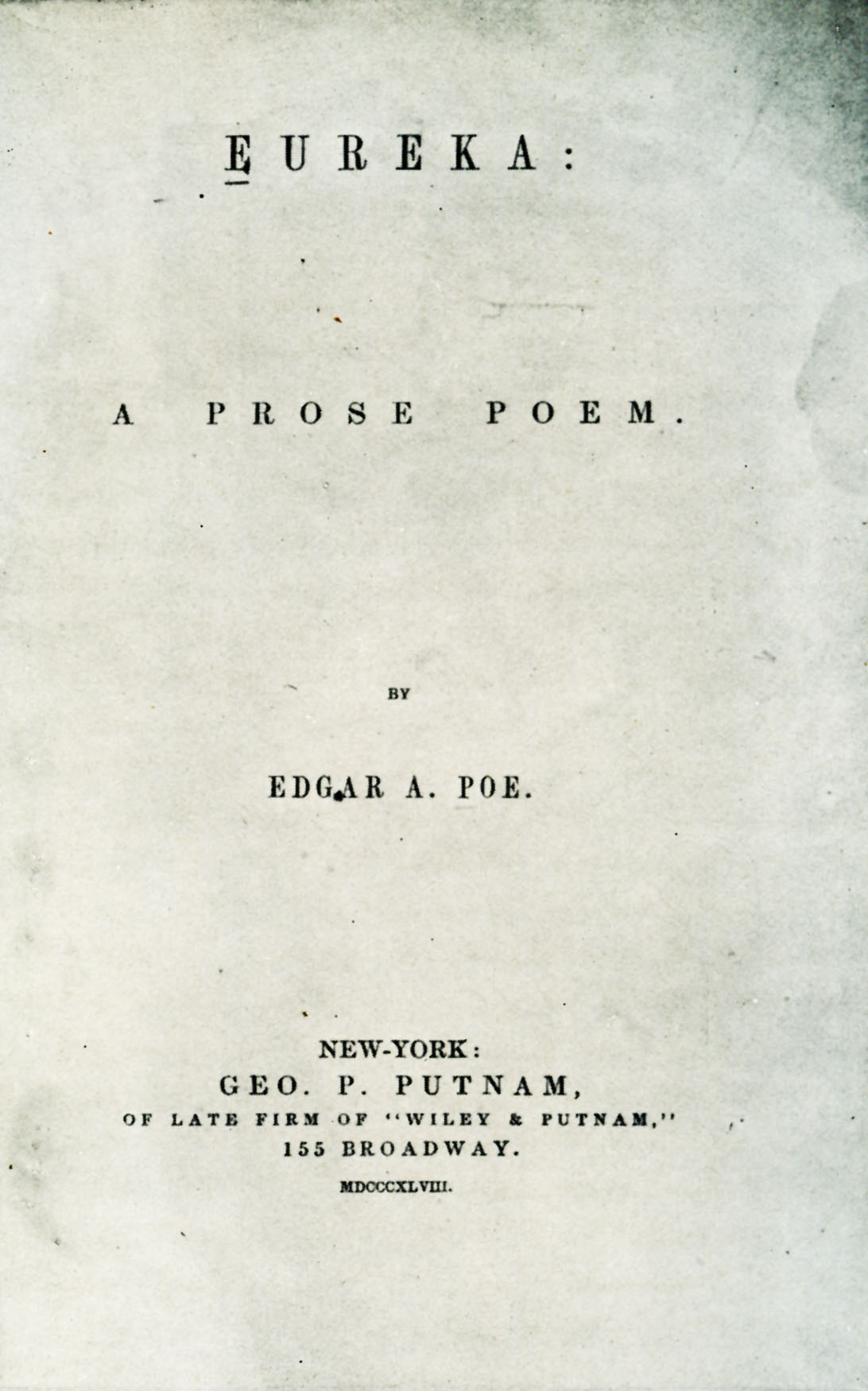
Titelseite

Heureka, vollständiger englischer Originaltitel Eureka. An Essay on the Material and Spiritual Universe, ist ein Spätwerk des amerikanischen Schriftstellers Edgar Allan Poe. Die Kosmogonie in Form eines Essays ist das längste, nichtfiktionale Werk Poes und wurde am 11. Juli 1848 veröffentlicht. Es war das letzte Werk, das zu Poes Lebzeiten erschien (er starb knapp ein Jahr später) und gilt als sein ambitioniertestes Werk und seine „größte intellektuelle Kraftanstrengung“. Wegen seiner Komplexität und des Sujets des Werkes fand es bei Lesern wie Kritikern bis in die Mitte des 20. Jahrhunderts hinein nur wenig Beachtung. Poe widmete das Werk dem deutschen Forschungsreisenden und Zeitgenossen Alexander von Humboldt.

## Vorgeschichte und Stellung im Gesamtwerk Poes
Heureka, dessen Titel sich auf den berühmten Ausruf Heureka des griechischen Gelehrten Archimedes bezieht, enthält Poes Vorstellung von Entstehung und Ende des Universums und darüber hinaus. Das Thema hatte er bereits 1839 in der Kurzgeschichte The Conversation of Eiros and Charmion verarbeitet, 1841 gefolgt von The Colloquy of Monos and Una und 1845 von The Power of Words. Auch Mesmeric Revelation von 1844 und The Premature Burial von 1845 behandeln dasselbe Thema, nämlich den Grenzbereich zwischen Leben und Tod, bzw. den Übergang vom Leben zum Tod. Eine frühe Fassung des Inhalts von Heureka hatte Poe im Februar 1848 als Vortrag The Cosmography of the Universe (Die Kosmografie des Universums) gehalten.
Poe verfasste das etwa 40.000 Wörter lange Werk innerhalb weniger Monate nach dem Tod seiner jungen Frau Virginia und betrachtete es als den Höhepunkt seines Schaffens. In einem Brief vom 7. Juli 1849 (knapp drei Monate von seinem Tod) schrieb er überschwänglich an Maria Clemm, gleichzeitig seine Tante und Schwiegermutter:

“I have no desire to live since I have done ‘Eureka’. I could accomplish nothing more.”

„Ich habe kein Verlangen mehr zu leben, seit ich Eureka geschrieben habe. Mehr könnte ich nicht erreichen.“

Poe betrachtete dieses Werk als die Zusammenfassung seiner Philosophie des Lebens und der Kunst und dass er dem nichts weiter hinzu zu fügen habe.

## Inhalt
Absicht des Textes ist es, die Existenz Gottes und die Rückkehr aller erschaffenen Dinge zu Gott im Sinne einer Apokatastasis, d. h. einer Wiederherstellung des uranfänglichen Paradieses, darzulegen. Grundlage von Poes Beweisführung ist das seinerzeit vorherrschende Weltbild des Kosmos als Kugel. Im Wesentlichen kann man Poes These wie folgt zusammenfassend umschreiben:
Man denke sich am Anfang aller Dinge einen Kern in einer Kugel sowie eine darin wohnende göttliche Kraft. Diese Energie bewirkt aus irgendeinem Grund, dass der Kern auseinanderbirst und die Trümmer sich in alle Richtungen innerhalb der Kugel verstreuen. Poe versucht nun, den Beweis zu führen, dass durch die physikalischen Gesetze, die dem Innenraum einer Kugel zu Grunde liegen, sich alle Partikel zwar bis zu einer gewissen Grenze hin verteilen können – nämlich bis die äußerste Hülle der Kugel erreicht ist – danach aber unweigerlich zur Mitte – gleichsam zu Gott – zurückkehren müssen, das eine Stück früher, das andere später, je nach Größe, Gewicht, Volumen und sonstiger Beschaffenheit des jeweiligen Trümmerstückes.
Mit einer rein ästhetischen Begründung zieht er daraus weitere Schlüsse, die auffallende Ähnlichkeiten mit erst wesentlich später entdeckten physikalischen Gesetzen, Zusammenhängen und kosmologischen Theorien aufweisen. So sieht er die Ursache für die Existenz der Materie in winzigen Dichteunterschieden, die durch die Gravitation zur Ballung von Teilchen führen. Er zieht Parallelen zwischen Raum und Dauer, imaginiert Sterne, die kein Licht aussenden, und postuliert die Existenz von unendlich vielen Universen, in denen andere Naturkonstanten oder -gesetze herrschen. Er schließt mit der Darstellung eines Universums, das zu seinem Urzustand in sich zu einem einzigen Partikel zusammenfällt und dann erneut expandiert, wobei er offen lässt, ob unser Universum das neue und damit eines in einer langen Kette ist.

## Deutsche Übersetzungen (Auswahl)
- 1901: Hedda Moeller und Hedwig Lachmann: Heureka. J.C.C. Bruns, Minden.
- 1922: Emmy Keller: Heureka. Propyläen, München.
- 1922: M. von Baudissin: Heureka. Rösl & Cie., München.
- 1966: Arno Schmidt: Heureka. Walter Verlag, Freiburg i. Br.
- 1989: Heide Steiner: Heureka. Insel-Verlag, Leipzig.
- 2024: Andreas Nohl: Heureka. dtv Verlagsgesellschaft, München.